# Robate (Badaquexão)
Robate (Robat) é uma vila na província de Badaquexão, situada no nordeste do Afeganistão.